# Alan von Auxerre
Alan von Auxerre († 14. Oktober 1185), auch Alanus von Auxerre oder Alain von Auxerre genannt, war ein Zisterzienserabt und Biograph Bernhards von Clairvaux.
Alan wurde in Flandern, wahrscheinlich in Lille, geboren. Der Zeitpunkt seiner Geburt ist unbekannt. Er trat unter Bernhard von Clairvaux in den Zisterzienserorden ein und wurde im Jahr 1140 Abt des Klosters Larrivour. 1152 wurde er zum Bischof von Auxerre gewählt, legte jedoch im Jahr 1167 dieses Amt nieder und ging als einfacher Mönch zurück nach Clairvaux, wo er zuletzt in Bernhards früherer Zelle lebte und eine Biografie des Heiligen verfasste. Alan starb am 14. Oktober 1185 in Clairvaux.
Einige Kalender der Zisterzienser führen Alan von Auxerre als Seligen und seinen Festtag geben sie mit dem 14. Oktober an; so zum Beispiel auch Chrysostomus Henriquez.
Nicht verwechselt werden darf Alan von Auxerre mit dem Scholastiker Alan von Lille, der ebenfalls Zisterziensermönch war und aus derselben Heimat stammte, jedoch um einiges jünger war.